# Johannes Wolleb

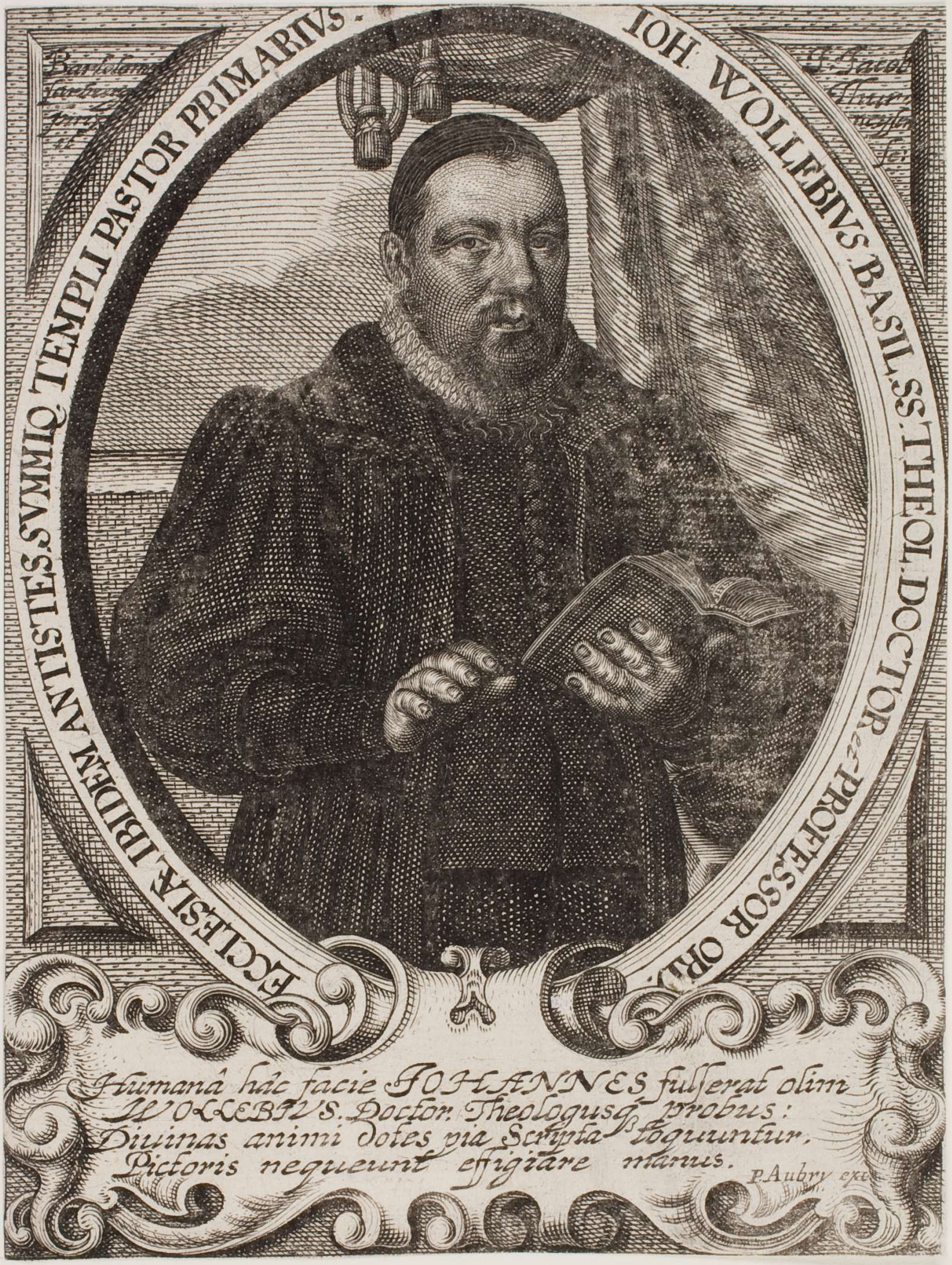

Johannes Wolleb (auch Johann; * 30. November 1586 (Anm.) in Basel; † 24. November 1629 ebenda) war ein Schweizer reformierter Pfarrer und Theologe. Von 1618 bis zu seinem Tod wirkte er als Antistes der Basler reformierten Kirche.

## Leben
Johannes Wolleb, ein Sohn des Ratsherren Oswald Wolleb (1564–1633) und seiner Frau Anna Hürling (1559–1601), studierte ab 1607 in seiner Heimatstadt Theologie und wurde besonders von Amandus Polanus von Polansdorf geprägt. Nach einiger Zeit als Diaconus wurde er 1611 Pfarrer an der (alten) Kirche St. Elisabeth in Basel. Als Nachfolger des 1617 verstorbenen Johann Jakob Grynaeus wurde er am 21. Juli 1618 als Hauptpfarrer am Basler Münster eingesetzt. Dieses Amt war mit dem des Antistes, also des geistlichen Leiters der Kirche, verbunden, ebenso mit einer Professur an der Universität Basel, die Wolleb im Oktober übernahm. Hierfür erwarb er am 30. November 1619 die theologische Doktorwürde. 1621/22 und 1629 amtierte er als Rektor der Universität. Er starb an der Pest.
Aus seiner Ehe mit Katharina Falkeisen (1592–1656) gingen unter anderem die Söhne Johann Jakob (1613–1667) und Theodor (1625–1667) hervor, die später auch Pfarrer in Basel wurden und an der Pest starben.
Neben der theologischen Dissertation über die Prädestinationslehre, die er im Sinne der Dordrechter Synode darstellte, verfasste Wolleb nur wenige Schriften. Lange Zeit wurde seine Vorbereitung zu dem heiligen Abendmahl (1625) in der Basler Kirche benutzt. Sein Hauptwerk ist das Compendium theologiae christianae von 1626, ein kurzgefasstes Lehrbuch der reformierten Theologie, das auf dem Syntagma theologiae christianae seines Lehrers Polanus von Polansdorf basierte. Es wurde ins Englische und Niederländische übersetzt und weit über die Schweiz hinaus bis ins ausgehende 18. Jahrhundert benutzt. Als repräsentatives Werk der reformierten Orthodoxie wurde es noch im 20. Jahrhundert von Karl Barth rezipiert.

## Schriften (Auswahl)
- Christianae theologiae compendium. Basel 1626 (Neuausgabe hrsg. von Ernst Bizer, Neukirchen 1935).
  - The Abridgment of Christian Divinitie. Übersetzung ins Englische von Alexander Ross. Joseph Nevill, London 31660, OCLC 11062150 (mit Erläuterungen und Ergänzungen zu manchen dunklen Stellen).
- Vorbereitung zu dem heiligen Abendmahl. In: Basler Kirchenordnungen 1528–1675. Hrsg. von Emidio Campi, Philipp Wälchli. Theologischer Verlag Zürich, Zürich 2012, ISBN 978-3-290-17629-7, S. 484–498.